# Verner Panton

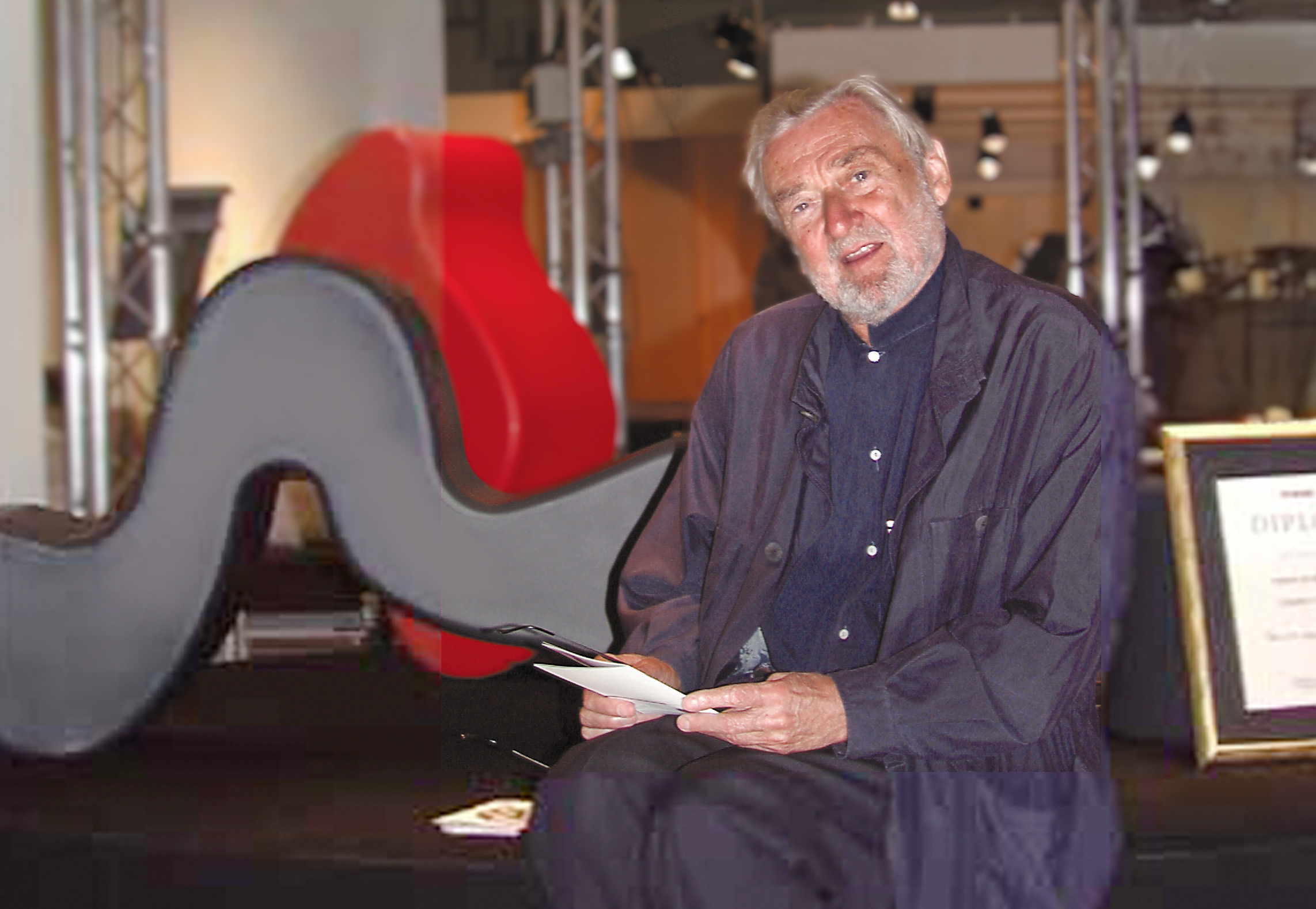
Verner Panton, Bella Center, 1998.

Verner Panton, född 13 februari 1926 i Gamtofte på Fyn, död 5 september 1998 i Köpenhamn, var en dansk inredningsdesigner och färgteoretiker.

## Biografi

Pantonstolen

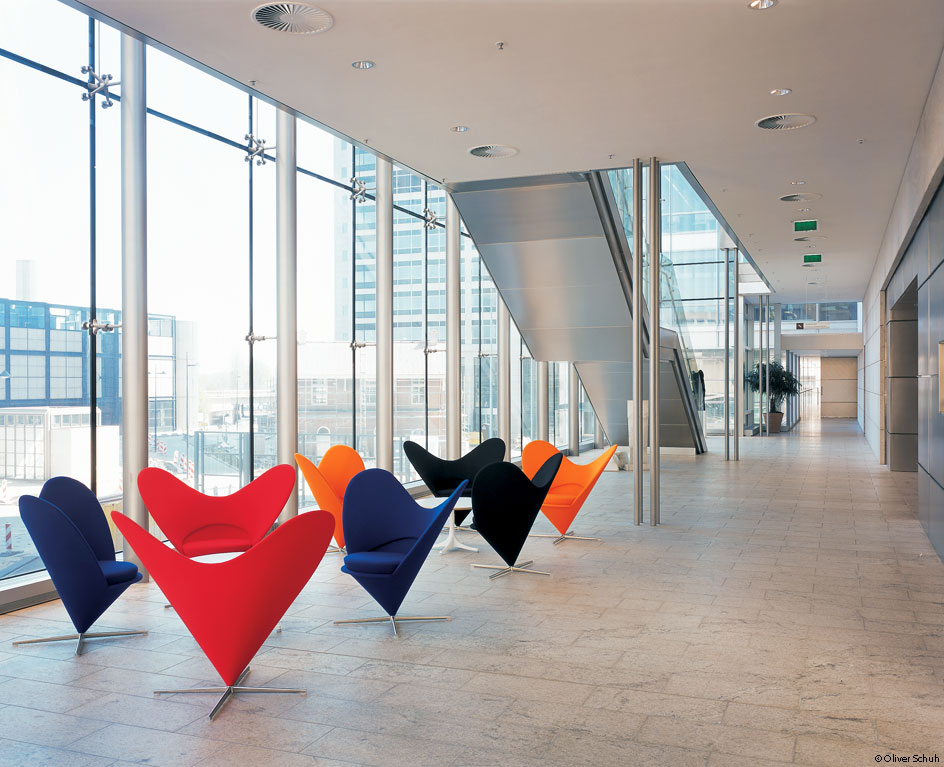
Hjärtkonstolen

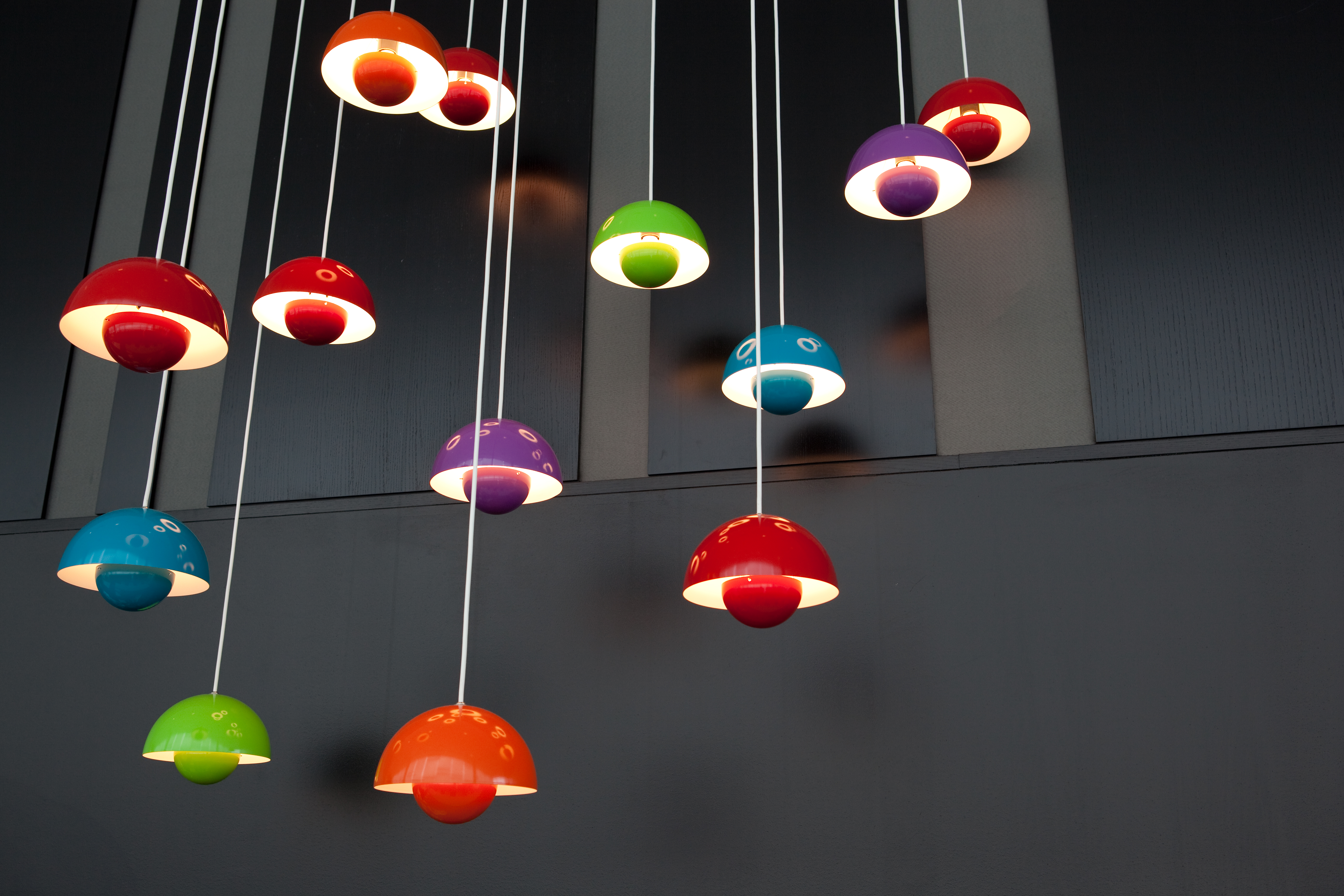
Blomkrukelampor

Verner Panton har blivit mest känd för Pantonstolen i plast i ett stycke, sina stormönstrade, färgstarka tapeter och för att han skapade den första uppblåsbara möbeln. Hela hans produktion andas pop och teknikoptimism och han bröt tidigt han med tidigare skandinavisk inredningstradition för att experimentera med en färgstark, geometrisk och futuristisk formgivning.
Verner Panton flyttade 1944 till Odense för att studera på ett tekniskt gymnasium. När Danmark ockuperades av Tyskland gick han med i motståndsrörelsen och mot slutet av andra världskriget höll han sig gömd i flera månader sedan soldater hittat vapen på hans rum.
1947 flyttade han till Köpenhamn för att börja sin arkitektutbildning vid Det Kongelige Danske Kunstakademi och hade där bland andra Poul Henningsen som lärare. Efter examen arbetade Panton för Arne Jacobsen 1950−52, bland annat med utveckling av stolen Myran. Han hade också nära kontakt med Hans J. Wegner.
Verner Pantons genombrott var stolen Konen från 1958, en del av en inredning av föräldrarnas restaurang Komigen på Fyn. 
År 1960 formgav han världens första uppblåsbara stol och samma år inrededde han Hotell Astorias restaurang i Trondheim i Norge. För restaurangen formgav han hela miljön med fem rum med geometriskt färgade textilier på väggar, golv och tak och med specialtillverkad armatur och möbler i egen formgivning. Liknande totalmiljöer skapade han också för Der Spiegels huvudkontor i Hamburg 1969 och på utställningen Visiona II på Kölns möbelmässa 1970 (inredning av en passagerarfärja).
År 1963 flyttade han till Basel i Schweiz med sin blivande fru Marianne Person-Oertenheim och påbörjade ett långt samarbete med möbelföretaget Vitra. År 1967 formgavs Pantonstolen, gjuten i plast i ett stycke i olika starka färger . Den blev en försäljningsuccé och är fortfarande en ikon inom möbeldesign. År 1969 designade han lampan Flowerpot, som också blev en klassiker.
Under 1970-talet blev hans formgivning mindre uppskattad, men i mitten av 1990-talet blev hans produkter åter populära. Flera av hans produkter nytillverkas idag.[källa behövs]
Pantonstolen har inkluderats i Danmarks kulturkanon.